# Euphranta connexa
Euphranta connexa är en tvåvingeart som först beskrevs av Fabricius 1794.  Euphranta connexa ingår i släktet Euphranta och familjen borrflugor. Arten är reproducerande i Sverige. Inga underarter finns listade i Catalogue of Life.